# سكوت هوستون
سكوت هوستون (بالإنجليزية: Scott Houston)‏ هو منافس ألعاب قوى أمريكي، ولد في 11 يونيو 1990 في Winter Springs, Florida ‏ في الولايات المتحدة.

## وصلات خارجية
- سكوت هوستون على موقع الاتحاد الدولي لألعاب القوى (الإنجليزية)
- سكوت هوستون على موقع الاتحاد الأمريكي لسباقات المضمار والميدان (الإنجليزية)
- سكوت هوستون على موقع TFRRS.org (الإنجليزية)
- سكوت هوستون على موقع TFRRS.org (الإنجليزية)